# Зінченко Оксана Кузьмівна
Окса́на Ку́зьмівна Зі́нченко (Лисик, нар. 12 березня 1939, м. Свободний Амурської області РФ) — українська художниця по костюмах, заслужений художник України (2008), лауреат Премії ім. А. Ф. Шекери у галузі хореографічного мистецтва (2015).

## Життєпис
1963 — закінчила Львівський інститут прикладного та декоративного мистецтва (викладачі Р. Сельський, І. Скобало).
1968—1991 — художник-постановник оперної студії Львівської консерваторії.
З 1990 — художник по костюмах Львівського театру опери та балету ім. С. Крушельницької.

## Оформлення вистав
в оперній студії Львівської консерваторії
- «Севільський цирульник» Дж. Россіні
- «Травіата» Дж. Верді
- «Дон Жуан» В.-А. Моцарта
- «Запорожець за Дунаєм» С. Гулака-Артемовського

в Білоруському театрі опери та балету (Мінськ)
- «Лускунчик» П. Чайковського (1981)

у Львівському театрі опери та балету
- «Кармен» Ж. Бізе (1991)
- «Трубадур» (1992)
- «Аїда» (1995)
- «Набукко» (2000)
- «Травіата» (2001)
- «Бал-маскарад» Дж. Верді (2005)
- «Тарас Бульба» М. Лисенка (1993)
- «Лебедине озеро» П. Чайковського (1998)
- «Мойсей» М. Скорика (2000)
- «Дон Кіхот» Л. Мінкуса (2008)
- «Орфей та Евридіка» К. Ґлюка (2009)
- «Карміна Бурана» К. Орфа (2009)

в Донецькому театрі опери та балету
- «Богдан Хмельницький» К. Данькевича (2005)

в Національній опері України (Київ)
- «Легенда про любов» А. Мелікова (2010)

## Визнання
- 2001 — Львівська обласна мистецька премія ім. І. Труша
- 2008 — Заслужений художник України
- 2015 — Лауреат премії імені А. Ф. Шекери

## Родина
Чоловік — Євген Лисик (1930—1991), театральний художник.
Донька — Ганна Лисик (нар. 1964), художник, майстер кераміки.